# Długie (powiat łowicki)
Długie – osada w Polsce położona w województwie łódzkim, w powiecie łowickim, w gminie Kiernozia.
W latach 1975–1998 miejscowość należała administracyjnie do województwa płockiego.